# Ach Herr, mich armen Sünder, BWV 135

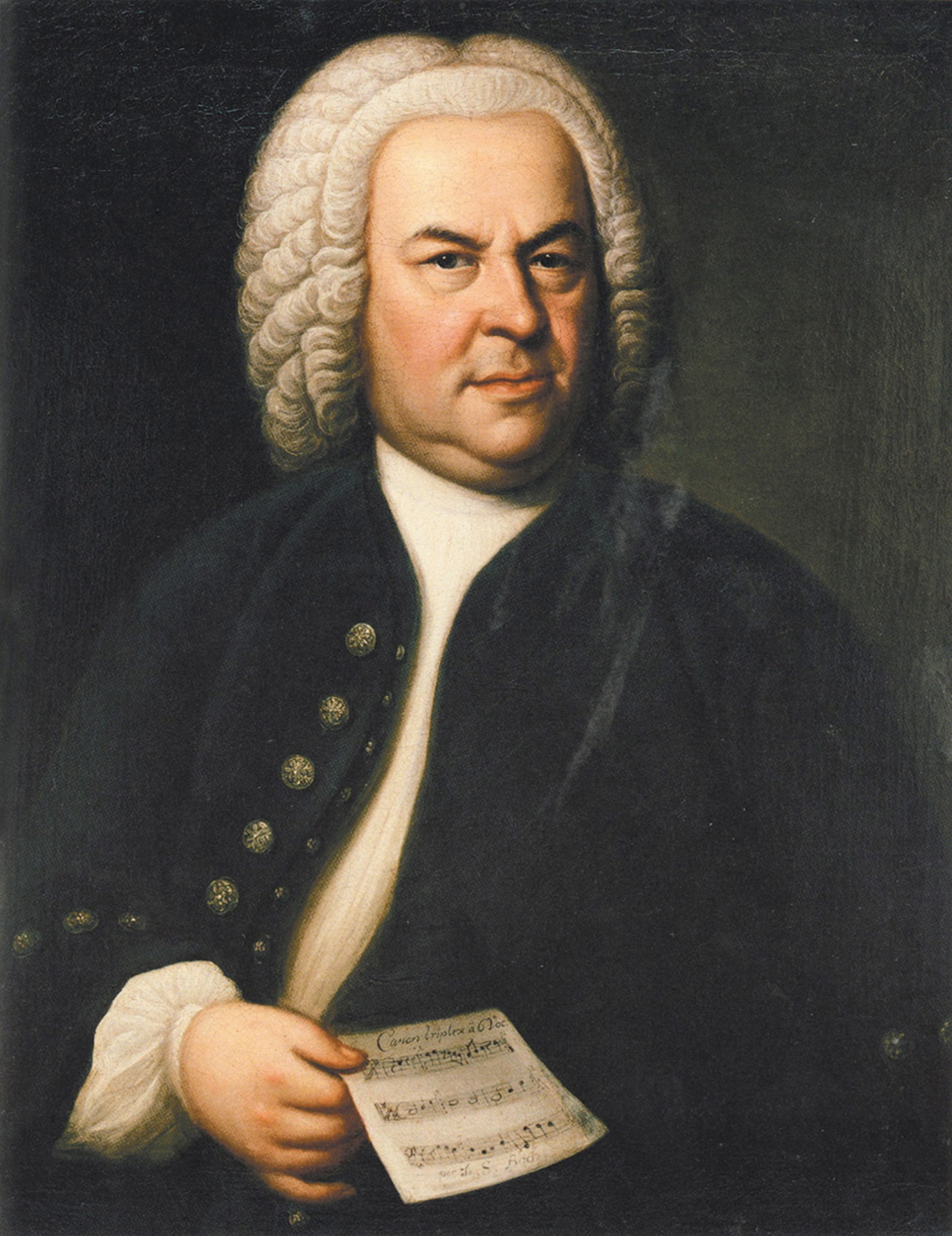
Johann Sebastian Bach, compositor de la cantata.

Ach Herr, mich armen Sünder (Ah Señor, pobre pecador que soy), BWV 135, es una cantata de iglesia compuesta por Johann Sebastian Bach en Leipzig para el tercer domingo después de la Trinidad y la interpretó por primera vez el 25 de junio de 1724. Es la cuarta cantata coral de su segundo ciclo anual y está basada en el himno de Cyriakus Schneegass.
En el formato del ciclo de cantata coral de Bach, las palabras del himno se conservan sin cambios sólo en los movimientos exteriores, mientras que un libretista contemporáneo desconocido parafraseó las estancias interiores para recitativos y arias. Bach estructuró la cantata en seis movimientos y estableció la melodía coral en una fantasía coral en el movimiento de apertura y en una configuración a cuatro voces en el movimiento de cierre. Los dos movimientos corales enmarcan la alternancia de recitativos y arias de tres solistas vocales. También usó un coro de cuatro partes y un conjunto instrumental barroco de cornetto, trombón, dos oboes, cuerdas y bajo continuo. Configuró el primer movimiento como una fantasía coral polifónica, donde el bajo canta el cantus firmus.

## Historia y texto
Johann Sebastian Bach asumió el puesto de Thomaskantor, director musical en Leipzig, a finales de mayo de 1723. Entre sus funciones estaba la de proporcionar música para los domingos y fiestas del año litúrgico en cuatro iglesias de la ciudad, y decidió componer nuevas cantatas para estas ocasiones. Comenzó con una cantata para el primer domingo después de la Trinidad en 1723, interpretada el 30 de mayo, y escribió una serie de cantatas de iglesia hasta la Trinidad del año siguiente, que se conoció como su primer ciclo de cantatas. Al año siguiente, compuso nuevas cantatas para los eventos del año litúrgico, cada una basada en una coral luterana, un esfuerzo que más tarde se conoció como su ciclo de cantatas corales. Escribió Ach Herr, mich armen Sünder como la cuarta cantata de este ciclo, que había comenzado dos semanas antes con O Ewigkeit, du Donnerwort, BWV 20.
Compuso la cantata para el tercer domingo después de la Trinidad como la cuarta cantata de su segundo ciclo anual y la interpretó por primera vez el 25 de junio de 1724, un día después de Christ unser Herr zum Jordan kam, BWV 7, el día de San Juan.
Las lecturas prescritas para el domingo eran de la Primera epístola de Pedro, «Echa sobre el Señor tu carga» (1 Pedro 5:6-11), y del Evangelio de Lucas, la parábola de la oveja perdida y la parábola de la moneda perdida (Lucas 15:1–10). La cantata se basa íntegramente en la coral «Ach Herr, mich armen Sünder» (1597) de Cyriakus Schneegass, una paráfrasis del Salmo 6 en seis estancias. La conexión con las lecturas es más bien marginal: el consuelo del Señor (tercer movimiento) y la destrucción de los enemigos (quinto movimiento) se refieren a la epístola, mientras que el tema del himno, el gozo de un pecador que se arrepiente, se conecta con el evangelio. El libretista desconocido conservó la primera y la última estancia sin cambios. Parafraseó las otras cuatro estrofas a cuatro movimientos, que alternó entre recitativos y arias.

## Estructura y partitura
La cantata consta de seis movimientos. El primero y el último están dispuestos para coro como fantasía coral y coral de clausura. Enmarcan alternando recitativos y arias con el texto arreglado por el libretista. Bach compuso la obra para tres solistas vocales (alto (A), tenor (T) y bajo (B)), un coro de cuatro partes y un conjunto instrumental barroco: cornetto (Ct) para reforzar la melodía coral de la soprano en el último movimiento, trombón (Tb) para reforzar la melodía coral baja en el primer movimiento, dos oboes (Ob), dos violines (Vl), viola (Va) y bajo continuo (Bc). La duración de la cantata es de aproximadamente 17 minutos.
En la siguiente tabla de movimientos, la partitura sigue la Neue Bach-Ausgabe. Las tonalidades y el tempo están tomados del libro del experto en Bach Alfred Dürr y se utilizan los símbolos de tiempo común () y alla breve (). Los instrumentos se muestran por separado para vientos y cuerdas, mientras que no se muestra el bajo continuo, ya que toca en todo momento.
| N.º | Título                             | Texto      | Tipo           | Vocal | Vientos | Cuerdas | Tonalidad | Tiempo            |
| --- | ---------------------------------- | ---------- | -------------- | ----- | ------- | ------- | --------- | ----------------- |
| 1   | Ach Herr, mich armen Sünder        | Schneegass | Fantasía coral | SATB  | Tb 2Ob  | 2Vl Va  | la menor  | 3 4               |
| 2   | Ach heile mich, du Arzt der Seelen | anónimo    | Recitativo     | T     |         |         |           | cuatro por cuatro |
| 3   | Tröste mir, Jesu, meine Gemüte     | anónimo    | Aria           | T     | 2Ob     |         | do mayor  | 3 4               |
| 4   | Ich bin von Seufzen müde           | anónimo    | Recitativo     | A     |         |         |           | cuatro por cuatro |
| 5   | Weicht, all ihr Übeltäter          | anónimo    | Dueto aria     | B     |         | 2Vl Va  | la menor  | compasillo        |
| 6   | Ehr sei ins Himmels Throne         | Schneegass | Coral          | SATB  | Ct 2Ob  | 2Vl Va  | mi menor  | cuatro por cuatro |

## Música
El coro de apertura es una fantasía coral como en las cantatas corales anteriores. Bach había iniciado la primera de su segundo ciclo con el cantus firmus de la melodía coral en la soprano, en esta cuarta obra el bajo tiene el honor. Según el erudito de Bach Christoph Wolff, las primeras cuatro cantatas del ciclo forman un grupo, distintivamente diferentes en sus fantasías corales. Después de una obertura francesa (O Ewigkeit, du Donnerwort, BWV 20), un motete (Ach Gott, vom Himmel sieh darein, BWV 2) y un concierto italiano (Christ unser Herr zum Jordan kam, BWV 7), el movimiento es una «extraordinaria filigrana de contrapunto vocal e instrumental» de la melodía coral. Todas las partes, incluso los instrumentos, participan en la configuración polifónica de la melodía. Bach usó la melodía, originalmente una canción de amor, más tarde para la primera coral de su Oratorio de Navidad, «Wie soll ich dich empfangen», y varias veces en su Pasión según San Mateo, más prominentemente en «O Haupt voll Blut und Wunden». Las ocho líneas del texto se tratan primero instrumentalmente y luego vocalmente. La anticipación instrumental es un trío sin bajo continuo de oboe I y II contra las cuerdas, que tocan al unísono el cantus firmus. En marcado contraste con esta alta textura, la configuración vocal de cuatro partes está dominada por el cantus firmus en el bajo, reforzado por el trombón y el continuo. Las cuerdas tocan colla parte con las otras voces. En las palabras «daß ich mag ewig leben» (que pueda vivir para siempre), el cantus firmus se amplía a tres veces más lento.
En el recitativo de tenor, «ráfagas de notas» ilustran las imágenes de las «lágrimas del pecador arrepentido, que, como ríos rápidos, ruedan por mis mejillas. Mi alma está ansiosa y temerosa de terror». Se concluye con una línea original de la coral, «Ah, Señor, ¿por qué tanto tiempo?». En el aria de tenor, acompañada por los dos oboes, el «colapso en la muerte» se representa con séptimas caídas, «silencio en la muerte» con largos silencios. El recitativo para alto se abre con una línea original de la coral, «Estoy cansado de sollozar», expresada en una variación de la primera línea de la melodía. El aria de bajo es una vigorosa llamada: «De ahí, todos vosotros, malhechores». Las cuerdas tocan una frase contundente de dos compases, repetida dos veces en tonos más bajos, momento en el que se eleva y se vuelve cada vez más disperso por naturaleza. En el Obituario de Bach, escrito por Carl Philipp Emanuel Bach y Agricola y publicado en 1754, se mencionan sus melodías distintivas que se describen como «extrañas» y «como ninguna otra». Es un buen ejemplo; escrupulosamente formado y elaborado, que abarca casi tres octavas y se lleva adelante a través de formas irregulares mientras irradia un vigor sin precedentes y refleja todo el tiempo las imágenes del texto. La cantata se cierra con una coral a cuatro voces, la soprano reforzada por el cornetto.

## Grabaciones
Se ha obtenido la siguiente lista de grabaciones de la selección realizada por el sitio web Bach-Cantatas.
- J. S. Bach: Cantatas BWV 29 & BWV 135, Wolfgang Gönnenwein, Süddeutscher Madrigalchor, Deutsche Bachsolisten, Emmy Lisken, Petre Munteanu, Johannes Hoefflin, Jakob Stämpfli, Cantate 1963
- Bach Cantatas Vol. 3 – Ascension Day, Whitsun, Trinity, Karl Richter, Münchener Bach-Chor, Münchener Bach-Orchester, Anna Reynolds, Peter Schreier, Dietrich Fischer-Dieskau, Archiv Produktion 1975
- Die Bach Kantate Vol. 40, Helmuth Rilling, Gächinger Kantorei, Bach-Collegium Stuttgart, Helen Watts, Adalbert Kraus, Philippe Huttenlocher, Hänssler 1979
- J. S. Bach: Das Kantatenwerk – Sacred Cantatas Vol. 7, Gustav Leonhardt, Knabenchor Hannover, Collegium Vocale Gent, Leonhardt-Consort, René Jacobs, Marius van Altena, Max van Egmond, Teldec 1983
- Bach Edition Vol. 2 – Cantatas Vol. 11, Pieter Jan Leusink, Holland Boys Choir, Netherlands Bach Collegium, Sytse Buwalda, Knut Schoch, Bas Ramselaar, Brilliant Classics 1999
- J. S. Bach: Complete Cantatas Vol. 12, Ton Koopman, Amsterdam Baroque Orchestra & Choir, Annette Markert, Christoph Prégardien, Klaus Mertens, Antoine Marchand 2000
- Bach Cantatas Vol. 2: Paris/Zürich / For the 2nd Sunday after Trinity / For the 3rd Sunday after Trinity, John Eliot Gardiner, Monteverdi Choir, English Baroque Soloists, Robin Tyson, Vernon Kirk, Jonathan Brown, Soli Deo Gloria 2000
- J. S. Bach: Cantatas Vol. 29 (Cantatas from Leipzig 1725), Masaaki Suzuki, Bach Collegium Japan, Pascal Bertin, Gerd Türk, Peter Kooy, BIS 2004
- J. S. Bach: Cantatas for the Complete Liturgical Year Vol. 2: "Wer nur den lieben Gott lässt walten" – Cantatas BWV 177 · 93 · 135, Sigiswald Kuijken, La Petite Bande, Siri Thornhill, Petra Noskaiová, Christoph Genz, Jan van der Crabben, Accent 2005